# 豊岡市立豊岡北中学校
豊岡市立豊岡北中学校（とよおかしりつ とよおかきたちゅうがっこう）は、兵庫県豊岡市にある公立中学校。

## 沿革
戦後の学制改革において、豊岡町は将来の市制施行を見越して、五荘村、奈佐村、新田村、中筋村の4村と共同で当初から組合設立に動き、組合立中学校2校（豊岡北中学校・豊岡南中学校）の設立に至る。のちに5町村が順次合併し豊岡市となり市域の拡大に伴い統合を重ね現在も単独校として残っている。
本校の前身として、5町村の組合立で設けられた豊岡町外四ヶ村学校組合立豊岡青年学校が認められる。終戦後新制中学校移行までに兵庫県内でも多くの青年学校が消滅に至ったが当校はむしろ生徒数を増やし、当局もこれに応えて熱心に指導したので新制中学校への移行に際しても経過措置として一年間は新制中学校と併置する形で（南北中学校に分かれて）存続することになった。
- 1947年（昭和22年）4月 - 豊岡町外四ヶ村学校組合立豊岡北中学校創立、五荘東小学校講堂で開校式・入学式。当初は出身校ごとに分散授業を行う。
  - 8月 - 火災で豊岡小西校舎を焼失、県立豊岡中学校の一部を借用する。
  - 10月 - 奈佐村が組合離脱し奈佐村立奈佐中学校として独立、豊岡町外三ヶ村学校組合立豊岡北中学校となる。
- 1948年（昭和23年）4月 - 教室不足のため豊岡工業高校、豊岡東高校を借り受け。
  - 　7月 - 豊岡南中学校が旧豊岡高等女学校校舎に移転したため、空いた豊岡小学校校舎に移る。
- 1949年（昭和24年）1月21日 - 独立新校舎が完成し移転。
- 1950年（昭和25年）4月 - 市政実施に伴い、豊岡市立豊岡北中学校と改称する。
- 1968年（昭和43年）4月 - 豊岡市立奈佐中学校を名目統合、豊岡市立豊岡北中学校奈佐校舎と改称、本校舎を北校舎と改称。
- 1970年（昭和45年）4月 - 実質統合により新校舎に移転。

## 部活動

### 運動部
- 野球部
- 陸上競技部
- ソフトテニス部
- バスケットボール部
- 卓球部
- ソフトボール部
- バレーボール部
- サッカー部
- 剣道部

### 文化部
- 美術部
- 吹奏楽部
- 家庭科部
- 広報・情報部

## 通学区域
「豊岡市立学校の通学区域等に関する規則」により、2025年度からは以下の小学校の通学区域となる（豊岡市立豊岡小学校区については変更に伴う経過措置あり）。
- 豊岡市立田鶴野小学校（全域）
- 豊岡市立五荘小学校（全域）

## 著名な出身者
- ミラクルひかる（ものまねタレント）
- 平井まさあき(男性ブランコ)

## 豊岡北中学校の生徒数の変遷
| 2011年度（平成23年度） | 644人 |
| 2014年度（平成26年度） | 607人 |
| 2017年度（平成29年度） | 555人 |
| 2020年度（令和2年度）  | 521人 |

## 通学区域が隣接している学校
- 豊岡市立豊岡南中学校
- 豊岡市立港中学校
- 豊岡市立城崎中学校
- 豊岡市立竹野中学校
- 豊岡市立日高東中学校